# Distretto di Mache
Il distretto di Mache  è uno dei dieci distretti della provincia di Otuzco, in Perù. Si trova nella regione di La Libertad e si estende su una superficie di 37,32  chilometri quadrati.